# Ischnomesus decemspinosus
Ischnomesus decemspinosus är en kräftdjursart som beskrevs av Menzies1962. Ischnomesus decemspinosus ingår i släktet Ischnomesus och familjen Ischnomesidae. Inga underarter finns listade i Catalogue of Life.